# Moving fayray
『moving fayray』（ムービング フェイレイ）は、1999年12月18日にリリースされたFayrayの1stビデオクリップ集。発売元はアンティノスレコード。

## 収録内容
1. 太陽のグラヴィティー
2. YURA・YURA〜Vibration
3. Powder Veil
4. Daydream Café
5. Same night, Same face